# Réseau Sentinelles

Rețeaua Sentinelles ("réseau Sentinelles") este o rețea formată din 1260 medici generaliști cu cabinete proprii (2% din totalitatea medicilor generaliști din Franța metropolitană), benevoli si voluntari, repartizați pe teritoriul metropolitan francez. Scopul acestei rețele este supravegherea a 14 indicatori de sănătate. Medicii membri ai rețelei se numesc « medici sentinele ». Aceasta rețea, creată in noiembrie 1984 de Profesorul Alain-Jacques Valleron, este animată de către unitatea mixtă de cerecetare 707 (UMR-S 707) din cadrul Institului national francez pentru sănătate și cercetare medicală (Inserm) și a Universității Pierre et Marie Curie din Paris.

## Supravegherea continuă a 14 indicatori de sănătate
Acest sistem național de supraveghere permite colectarea, analizarea, predicția si redistribuirea în timp real a datelor epidemiologice provenite din activitatea medicilor de familie. El se integrează dispozitivelor de supraveghere inițiate de către Institutul francez de supraveghere sanitară (InVS) (aviz favorabil de la CNIL n°471 39).
Cele 14 boli supravegheate sunt constituite din 11 indicatori infecțioși :
- gripă incepând cu 1984,
- diaree acută (gastroenterită) incepând cu 1990,
- rujeolă (pojar) incepând cu 1984,
- oreion incepând cu 1985,
- varicelă (varsat de vânt) incepând cu 1990,
- zona zoster incepând cu 2004,
- uretrită masculină incepând cu 1984 și
- hepatite A,B,C incepând cu 2000

și din 3 indicatori neinfecțioși:
- astm incepând cu 2002,
- tentative de sinucidere incepând cu 1999 și
- recurs la spitalizări incepând cu 1997.

In cazul gripei, gastroenteritei si varicelei, această supraveghere permite detectarea, alertarea precoce si predicția apariției epidemiilor nationale si regionale.
Datele, nenominative, sunt transmise prin internet de către medicii sentinele și alimentează o bază de date (GIS). Un buletin săptămânal, Sentiweb-Hebdo, este editat in fiecare marți pe site-ul rețelei Sentinelles și difuzat, prin curier electronic, atât celor mai bine de 4000 de abonați cât si celor mai importante mass media din Franța. Un bilanț național, conținând ansamblul datelor, este de asemenea editat și apoi integrat site-ului internet al rețelei la rubrica "documentation/bilans annuels" Arhivat în 31 decembrie 2006, la Wayback Machine..
Rețeaua Sentinelles este un centru colaborator al Organizației mondiale a sănătații (OMS) pentru supravegherea informatizată a Boală infecțioasă.

## Cercetarea
Datele colectate de rețeaua Sentinelles permit elaborarea de :
- modele de detecție, alertă (metoda lui Serfling aplicată la detectarea epidemiilor de gripă, Costagliola D. et coll., Am. J. Public Health, 1991)
- modele de predicție a epidemiilor la diferite nivele geografice (metoda analogiilor, Viboud C. et coll., Am J Epidemiol, 2003).

## Epidemiologia de teren (Epidemiologie)
Anchete epidemiologice punctuale sunt realizate cu ajutorul medicilor sentinele. Aceste anchete sunt efectuate respectându-se practicile de epidemiologie editate de către Asociația de epidemiologiști de limbă franceză. Ele au toate un numar de ordine înscris într-un protocol scris și fac obiectul unui raport final de studiu. De asemenea, anchetele sunt supuse procedurilor de audit intern vizând asigurarea calității lor și au primit un aviz favorabil de la CNIL (n°471 393). Rezultatele anchetelor sunt puse la dispoziție pe site-ul rețelei la rubrica "documentation/enquêtes ponctuelles" Arhivat în 31 decembrie 2006, la Wayback Machine..